# Ladomir
Ladomir är ett popband som spelar synth och new wave-musik, först aktiva 1983-1988 och återigen från år 2006. 
Ladomir grundades i Helsingborg våren 1984 av Kire Nilsson (sång), Anna Öberg (synt), Göran Rydén (cello] och Kristoffer Svensson (trummor). De gav konserter i Helsingborg, bland annat som förband till Tant Strul på Rockpiren, i Köpenhamn, Landskrona, Lund, på Ultra i Stockholm och i Helsingör.
I februari 1985 flyttade bandet till Göteborg. Göran och Kristoffer slutade och de nya medlemmarna Maria Stålhammar (fiol) och Alexander Öberg (cello) tillkom. Istället för trummis började de arbeta med trummaskiner. På skivbolaget Nonstop Records gav de ut tre singlar: "Inför min dom / Bara inte Tystnad", "Tro mig / Beväpna er" och "Laika / Sisyfos". "Inför min dom" intog förstaplatsen på radioprogrammet Bommens topplista Spränglistan.[källa behövs] Förstaplatsen behölls i fyra veckor och som resultat av den genomslagskraft som radioprogrammet hade i de alternativa musikkretsarna spelade Ladomir flitigt ute.
I maj 1987 spelade Ladomir i Stockholm på ett fullsatt Ritz. En livekonsert spelades in av Sveriges Radio för radioprogrammet "En galakväll på Tre Backar" med Staffan Hellstrand som programledare och producent. Det hela sändes i P3 i juli 1987.
Hösten 1987 valde Alexander Öberg att lämna bandet, för att satsa på teatern. Efter en Norrlandsturné 1988 beslutade man att lägga bandet på is. I maj 2006 träffades musikerna Anna, Kire, Alexander och Maria för att spela igen och de spelade bland annat på Musikens Hus i Göteborg i maj 2007. Den 28 februari 2009 släppte det ett album på Spotify, Itunes med flera, som de själva först släppt som CDr 2007.

## Diskografi
- Tro Mig (7"), Nonstop Records, 1987
- Inför Min Dom (7"), Nonstop Records, 1987
- Laika (7"), Nonstop Records, 1988
- Demo (CDr), Not On Label, 2007/2009